# Sophia (Band)
Sophia ist das Bandprojekt um den in London lebenden Sänger, Gitarristen und Produzenten Robin Proper-Sheppard.

## Geschichte
Nachdem der Bassist Jimmy Fernandez seiner früheren Band The God Machine verstorben war und sich die Band aufgelöst hatte, gründete Proper-Sheppard nach seinem eigenen Label „Flower Shop Recordings“ die Band „Sophia“. Es handelt sich aber eher um ein Bandprojekt Proper-Sheppards, das auf dessen Kompositionen zugeschnitten ist. Die ersten Veröffentlichungen (Fixed Water, 1996, und The Infinite Circle, 1998) wurden mit anderen Künstlern des Labels „Flower Shop“ aufgenommen. Auch die jetzige Besetzung versteht sich eher als Bandkollektiv, das eine größere Gruppe von Musikern umfasst.
Die ersten beiden Alben sind gekennzeichnet durch eine sehr reduzierte Instrumentierung und die in den Texten zum Ausdruck kommende Auseinandersetzung mit dem Tod. Die bisweilen schwermütigen, leidvollen Lieder finden oftmals ihre Verstärkung in repetitiven, einfachen Refrains.
Mit der im Januar 2004 veröffentlichten Platte People Are Like Seasons weitete sich das musikalische Spektrum dann mehr in Richtung The God Machine – allerdings mit merklich weniger Melancholie, ohne härtere Gitarren und mit einigen elektronischen Details. Das Album beinhaltete auch wieder einige Midtempo-Rocksongs. Exemplarisch sei hier das erste Stück Oh My Love zu nennen, das zugleich die erste Single war und in einigen Ländern zu einem kleineren Charterfolg wurde. Die Band hatte zuvor beim Berliner Label City Slang unterschrieben – das Label veröffentlicht bis heute die Sophia-Platten in Deutschland. Es folgte eine Tour im ersten Halbjahr 2004. Die Band war auch an der Filmmusik des mehrfach ausgezeichneten Dokumentarfilms Weltmarktführer – Die Geschichte des Tan Siekmann beteiligt. Mehrere Stücke von Sophia wurden im Film Absolute Giganten verwendet.
Ende 2005 wäre es beinahe zur Auflösung der Band gekommen, obwohl schon 20 Songs für eine neue Platte geschrieben waren, doch Schlagzeuger Jeff Townsin konnte Proper-Sheppard zum Weitermachen bewegen. Im Herbst 2006 haben dann Sophia das vierte Studio-Album mit dem Titel Technology Won’t Save Us veröffentlicht. Proper-Sheppard hat bis auf das Schlagzeug sämtliche Instrumente selbst eingespielt, jedoch dominiert wie zuvor die Akustikgitarre.
Zum instrumentalen Opener und Titeltrack der Platte ist Robin Proper-Sheppard durch eine fehlgeschlagene Rettungsaktion vor der Küste Großbritanniens inspiriert worden, bei der ein Vater mit seinem Sohn bei Nebel auf einer Sandbank gefangen war und die beiden trotz einer Handy-Verbindung mit den nahen Rettungskräften umkamen.
Im Frühjahr 2007 gingen Sophia auf Europa-Tour, im Sommer folgten einzelne Auftritte, darunter auch zwei Festivals.
2009 hat die Band ihr fünftes Studio-Album mit dem Titel There Are No Goodbyes veröffentlicht. Vorab hat Proper-Sheppard die neuen Stücke auf einer kleinen Tour durch sechs europäische Städte vorgestellt. Dabei wurde er von einem Streichquartett begleitet. Die limitierte Sonderausgabe der CD enthält eine zweite CD mit der Liveaufnahme des Konzerts, das die Band am Valentinstag in Wien gegeben hat.
Im Jahr 2020 erschien das sechste Studienalbum Holding On / Letting Go, das mit vielseitigeren und auch elektronischen Klängen aufwartet.

### Robin Proper-Sheppard
Robin Proper-Sheppard ist zwar US-Amerikaner aus San Diego, lebt aber in London. Er zieht sich zum Komponieren zuweilen in ländlichere Gegenden zurück. Er hat eine Tochter namens Hope. Er hört Musik von Neil Young, aber auch von Massive Attack.

### The May Queens
Die Band führt eine Art Parallelexistenz als The May Queens, unter der sie Stücke schreiben und Rockklassiker covern, jedoch nicht offiziell auftreten. Der Name geht laut Website der Band auf das Stück Stairway to Heaven von Led Zeppelin zurück. Einige May-Queens-Songs wurden auch auf Sophia-Konzerten gespielt.

## Diskografie

### Studioalben
- Fixed Water (1996, Flower Shop Recordings)
- The Infinite Circle (1998, Flower Shop Recordings)
- People Are Like Seasons (2004, City Slang)
- Technology Won’t Save Us (2006, Flower Shop Recordings)
- There Are No Goodbyes (2009, Flower Shop Recordings)
- As We Make Our Way (Unknown Harbours) (2016, Flower Shop Recordings / Motor / Edel)
- Holding On / Letting Go (2020, Flower Shop Recordings)

### Kompilationen und Livealben
- De Nachten (2001, Flower Shop Recordings)
- Collection:One (2004, Flower Shop Recordings)
- The Valentine’s Day Session (2019, Flower Shop Recordings)